# Øl i Danmark
Ølmarkedet i Danmark er domineret af mærkerne Carlsberg og Tuborg. Siden Tuborg blev købt af Carlsberg i 1970 har Carlsberg næsten haft monopol. Flere regionale bryggerier formåede dog at overleve og størstedelen af dem fusionerede og blev til Royal Unibrew i 2005. I 2020 listede Ratebeer over 300 aktive bryggerier i Danmark, hvoraf størstedelen af mikrobryggerier, med Bryggeriforeningen listede 228.

## Øltyper

### Alkoholfri øl
Den danske lovgivning giver mulighed for at kalde øl alkoholfri selv hvis der er op til 0,5% alkohol i den.

## Økonomi
Ølmarkedet er domineret af lys pilsner der står for over 95% af det samlede salg. Stout og andre mørke øltyper oplever en stigende popularitet. Lokale mikrobryggerier producerer en lang række forskellige øl inklusive stærke IPA'er og stout.
Den danske ølproduktion var steget fra 723 mio liter i 2001 til 870 mio liter i 2005. Importeret øl stod for 8% af det totale salg i 2006, hvilket understreger at ølmarkedet er domineret af danske mærker. Importen var dog øget til 14% i 2006 med omkring 36,3 millioner liter. Tyskland er den største eksportør til Danmark. I 2019 blev der importeret 61,8 mio. liter.
Danmark eksporterede 296,1 mio. liter øl i 2006. Tyskland er 30% af eksporten i 2006 det største marked for den danske øleksport. Det samme var gældende i 2020, hvor der blev eksporteret for $107 mio. til Tyskland efterfulgt af $56,6 mio. mio til Italien, $12,6 mio. til Sverige, $12,4 mio. til Burkina Faso og $11,4 mio. til Canada.
Ifølge Bryggeriforeningen blev der drukket 539 mio. liter øl i Danmark i 2005. I perioden 2016-2020 har salget af øl været let dalende baseret på mængden af ren alkohol, der blev solgt.

## Jacobsen
Den danske industrialist J. C. Jacobsen revolutionerede bryggeriverdenen, da hans bryggeri, Carlsberg, opdyrkede en ren gærstamme til pilsner, Saccharomyces carlsbergensis. Dette gjorde det muligt for bryggerier at opnå en lang større og mere konsistent produktion, og pilsnerøl har været den mest populære type øl i Danmark siden Carlsberg begyndte at sælge den i 1847.
Mindre bryggerier led meget under Carlsbergs markedsdominans, særligt i midten af 1900-tallet, hvilket ledte til færre forskellige øltyper og i nogle tilfælde også dårlige kvalitet. I de senere år er mængde af mikrobryggerier dog steget kraftigt, og derigennem også udvalget af øl.

## Notable bryggerier
- Amager Bryghus
- Bryghuset Møn
- Bryggeriet Djævlebryg
- Brøckhouse
- Carlsberg
  - Tuborg
  - Jacobsen
- Evil Twin Brewing
- Fuglsang
- Föroya Bjór
- Greenland Brewhouse
- Harboes Bryggeri
- Mikkeller
- Nørrebro Bryghus
- Restorffs Bryggjarí
- Royal Unibrew
  - Albani
  - Ceres
  - Faxe
  - Maribo Bryghus
  - Odin Bryggeriet
- Thisted Bryghus
- To Øl
- Tvedes Bryggeri
- Vestfyen